# Bromoalcane
 (janvier 2022).
Si vous disposez d'ouvrages ou d'articles de référence ou si vous connaissez des sites web de qualité traitant du thème abordé ici, merci de compléter l'article en donnant les références utiles à sa vérifiabilité et en les liant à la section « Notes et références ».
Les bromoalcanes, bromures d'alkyle ou paraffines bromées sont des composés organobromés de la famille des halogénoalcanes (dérivés halogénés des alcanes). Ce sont des alcanes (paraffines) dont un ou plusieurs atomes d'hydrogène ont été remplacés par des atomes de brome comme, par exemple, le 1,2-dibromoéthane, le 1-bromopropane ou le 2-bromopropane.